# Iberolacerta cyreni
Iberolacerta cyreni là một loài thằn lằn trong họ Lacertidae. Đây là loài đặc hữu của Tây Ban Nha. Loài này được Müller & Hellmich mô tả khoa học đầu tiên năm 1937.
Dài 8 cm mõm tới huyệt, 24 cm tính cả đuôi. Chế độ ăn gồm chủ yếu động vật không xương sống như nhện và côn trùng. Nó bị de dọa do mất môi trường sống.